# Jorge Zorreguieta
Pour les articles homonymes, voir Zorreguieta et Stefanini.
Jorge Horacio Zorreguieta Stefanini, né en janvier 1928 à Buenos Aires et mort le 8 août 2017 dans la même ville, est un homme politique et lobbyiste argentin.

## Biographie
Fils de Juan Antonio Zorreguieta Bonorino, banquier, et de Cesina María Stefanini Borella, il est d'origine basque espagnole et italienne. Son grand-père paternel, Amadeo Zorreguieta Hernández, était maire de la ville argentine de Mendoza. 
Il était secrétaire de la Sociedad Rural Argentina, un groupe d'intérêt conservateur composé de propriétaires fonciers et d'éleveurs. Il a également été président de la Fundación Vasco Argentina Juan de Garay, institution culturelle de la communauté basque d'Argentine.
Il est secrétaire d'État à l'Agriculture (1976-1979), puis ministre de l'Agriculture (1979-1981), dans le gouvernement du général Jorge Rafael Videla. 
Jorge Zorreguieta est le père de la reine Máxima des Pays-Bas, née de son deuxième mariage avec María del Carmen Cerruti Carricart, fille du Dr Jorge Horacio Cerruti de Sautu, chirurgien.